# Alexis III Ange
Vous lisez un « article de qualité » labellisé en 2024.
Pour l’article homonyme, voir Alexis III de Trébizonde.
Alexis III Ange (en grec byzantin : Ἀλέξιος Γʹ Ἄγγελος), né vers 1153, mort en 1211 ou 1212, est empereur byzantin de 1195 à 1203. Membre de la famille des Anges, il est le frère d'Isaac II Ange qui parvient au pouvoir en 1185. Proche de ce dernier, il prend finalement la tête d'un complot de l'aristocratie en 1195 et fait enfermer son frère. Il prend le pouvoir dans un contexte compliqué pour un Empire byzantin menacé sur de nombreuses frontières, mais surtout affaibli par des contestations récurrentes de l'autorité impériale et une corruption grandissante, alors que l'Occident chrétien fait preuve de plus en plus de défiance à l'égard de Constantinople.
S'il est régulièrement défié par des soulèvements au sein de la capitale, dont celui de Jean Comnène le Gros, et par des séditions provinciales, aucun de ces mouvements ne peut fondamentalement le renverser car il bénéficie du soutien de l'armée. En revanche, tous ces mouvements l'empêchent de renforcer les frontières impériales, en particulier en Occident où il est sans cesse attaqué par le deuxième empire bulgare, nouvellement créé et avec lequel il n'obtient la paix que péniblement. Surtout, différents chefs valaques se rendent indépendants dans les Balkans et ne sont que difficilement vaincus. Si les relations avec le sultanat de Roum sont parfois compliquées, c'est surtout avec le mouvement des croisades qu'Alexis III fait face à la plus grande menace. Pressé par Henri VI du Saint-Empire, il tente de renforcer ses liens avec la papauté, sans aller vers une franche alliance.
Finalement, la fuite d'Alexis Ange, le fils d'Isaac II, qui rejoint les chefs de la quatrième croisade, fait peser le plus grave péril sur l'Empire byzantin. Bientôt, cette croisade se détourne de la Terre sainte pour s'attaquer à Constantinople à l'été 1203. Assiégé, Alexis III préfère s'enfuir tandis qu'Isaac II est rétabli sur le trône avec son fils, Alexis IV, soutenus par les Croisés. Alexis III, parti en exil, tente d'opposer une résistance au nouvel ordre latin établi après le sac de Constantinople en 1204. Emprisonné puis libéré, il se rend au sein du despotat d'Épire puis tente de s'allier au sultan Kay Khusraw Ier pour s'emparer de l'empire de Nicée avant d'être vaincu et confiné dans un monastère en 1211, où il meurt à une date inconnue. Il est souvent vilipendé par les chroniqueurs de l'époque et largement critiqué par les historiens modernes pour sa responsabilité dans la dislocation de l'Empire, mais certains travaux récents lui reconnaissent un réel volontarisme, quoiqu'insuffisant au regard des défis qui se présentent à lui.

## Origines et arrivée au pouvoir

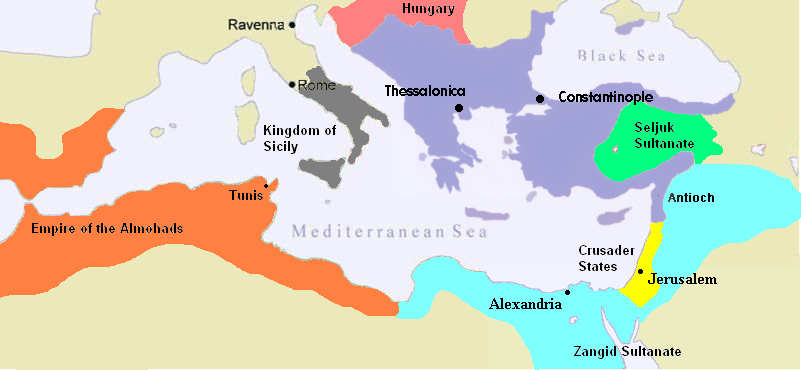
L'Empire byzantin en 1180. Sous Alexis III, toute la côte méridionale de l'Anatolie, Chypre et une partie des Balkans ont été perdus.

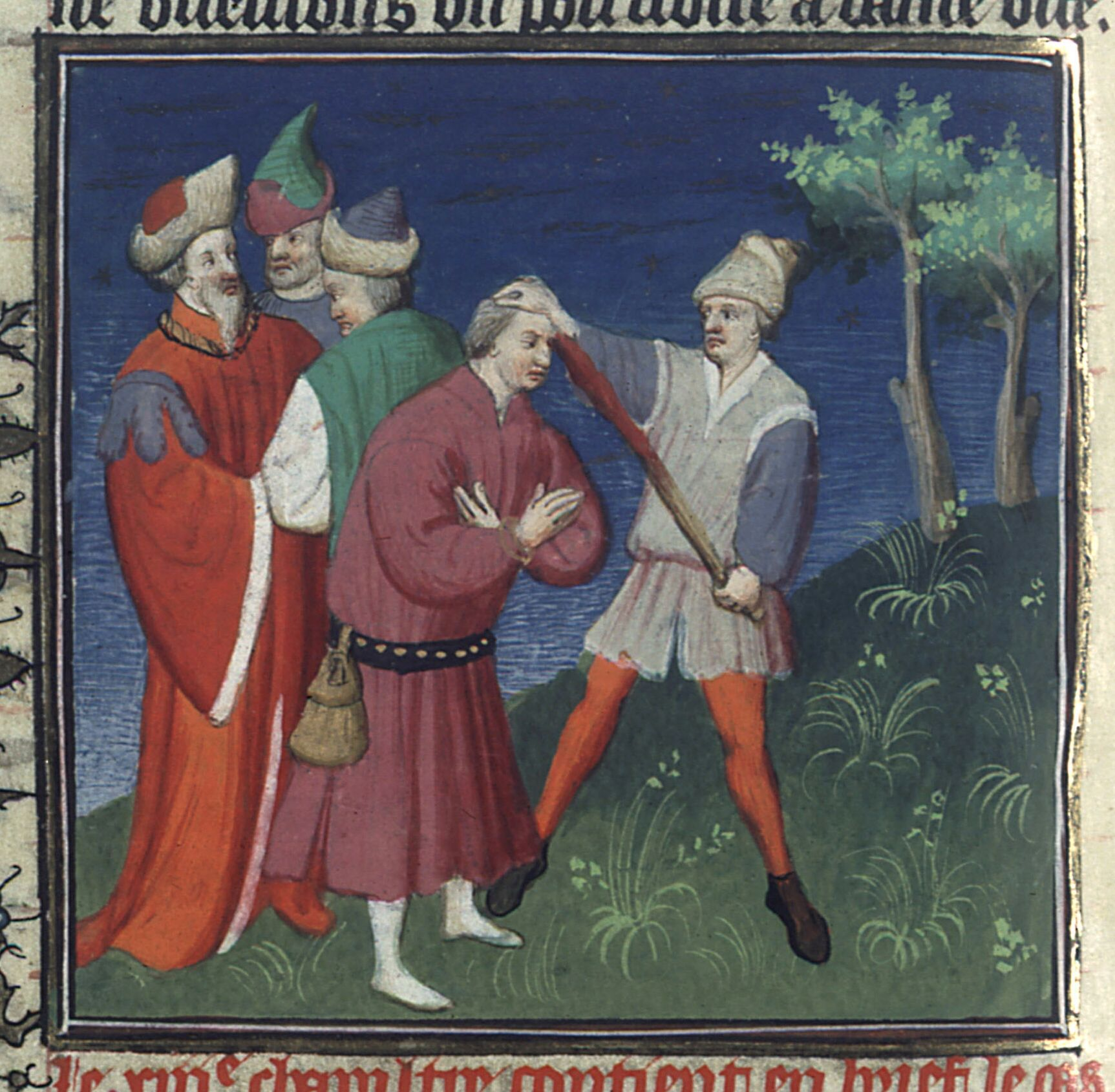
Isaac II aveuglé sur ordre de son frère. Manuscrit français du XVe siècle.

Alexis Ange naît vers 1153,. Il est le deuxième fils d’Andronic Doukas Ange et d’Euphrosyne Kastamonitissa. Son frère cadet, Isaac II Ange, a été porté au pouvoir en 1185 par cette même foule qui a mis en pièces le dernier empereur Comnène, Andronic Ier. Alexis est le seul des frères d'Isaac à ne pas avoir été aveuglé par Andronic Comnène, lequel a châtié plusieurs membres de la famille des Anges à la suite d'un soulèvement manqué en 1183 à Nicée, mené notamment par Théodore Ange, un frère d'Isaac et Alexis. Alexis quitte par la suite l'Empire byzantin et se réfugie en terres musulmanes. Il est difficile de savoir s'il est prisonnier ou simplement réfugié auprès de Saladin. Selon les sources latines, notamment Magnus de Reichersberg, il apprend à Damas l'arrivée au pouvoir de son frère. Isaac II le mande alors à la cour et Alexis se rend à Acre pour embarquer vers l'Empire byzantin, mais il est arrêté sur ordre des barons latins Raymond III de Tripoli et Bohémond III d'Antioche, apparemment en représailles des négociations entre Saladin et Isaac II. Celui-ci aurait alors demandé au chef musulman d'attaquer les Croisés et aurait lui-même envoyé une flotte en soutien, anéantie au large de Chypre alors que Saladin parvient à libérer Alexis Ange. Dans les faits, un tel scénario est improbable et la flotte en question se dirige en réalité vers Chypre pour combattre Isaac Doukas Comnène. Dans tous les cas, Alexis finit par rejoindre Constantinople et est nommé sébastokrator par son frère.

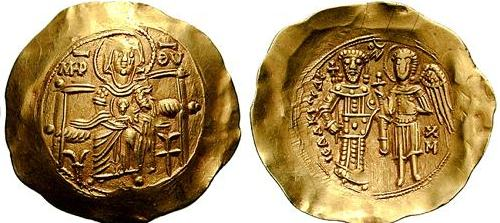
Hyperpère en or datant du règne d'Isaac II. Celui-ci est représenté debout, aux côtés de l'archange saint Michel tandis que c'est la Vierge Marie qui est représentée sur l'autre face.

Fondateur de la dynastie des Ange, Isaac II ne parvient pas à mettre fin aux abus du régime précédent. Le luxe excessif de la cour et la corruption endémique provoquent un climat de mécontentement et d’agitation. Les tentatives de sécession se multiplient à l’intérieur de l’empire : Théodore Mangaphas se rebelle à Philadelphie alors même que la troisième croisade se met en route ; deux prétendants, se faisant passer pour Alexis II, apparaissent, l’un en Asie Mineure qui, avec l’aide des Turcs, ravage le thème des Thracésiens. Isaac envoie son frère Alexis contre lui, mais celui-ci ne se distingue pas particulièrement et le prétendant est finalement assassiné par un prêtre. L’autre pseudo-Alexis s'illustre en Paphlagonie avant d'être arrêté. À l’étranger, Isaac doit faire face aux invasions normandes, les Turcs continuent leur avance en Asie Mineure et la piraterie devient si répandue en mer Égée que l'empereur doit rétablir les privilèges commerciaux de Pise et de Gênes d’où sont originaires une bonne partie de ces pirates. À la tête d'un régime fragile, qui ne dispose pas de la légitimité des Comnènes, Isaac tente de se reposer sur certaines personnalités de l'aristocratie, mais aussi sur son frère Alexis qu'il nomme gouverneur du thème des Thracésiens et pour qui il a une certaine affection. Alexis semble prendre assez tôt la tête d'un mouvement de conspiration contre le trône, mais Isaac n'y prête guère attention,.
Profitant de l'impopularité de son frère, Alexis décide en 1195 de le déposer avec l’aide d’une partie de la noblesse et des troupes, alors que l'empereur dirige en personne une expédition contre les Bulgares avec son beau-père Béla III, roi de Hongrie,. Après s’être emparé d’Isaac, Alexis le fait aveugler et le garde prisonnier, de même que son jeune fils, également nommé Alexis. Parmi les partisans d'Alexis Ange, cinq noms se détachent : Théodore Branas, Michel Cantacuzène, Jean Pétraliphas, Constantin Raoul et Georges Paléologue. Tous appartiennent à l'aristocratie militaire et représentent une élite déçue du règne d'Isaac II. Par ailleurs, leur zone d'implantation est largement concentrée en Thrace et en Macédoine, des régions menacées par les progrès des Bulgares et des Valaques.
Quand il s'empare du pouvoir, Alexis III est en dehors de Constantinople, une cité acquise à Isaac II. Alexis Kontostéphanos tente immédiatement de provoquer un soulèvement, soutenu par une partie des habitants de la ville. C'est l'épouse d'Alexis Ange et désormais impératrice, Euphrosyne Doukaina Kamatera, qui mobilise les troupes, dont la garde varangienne, pour sécuriser la cité et en garantir l'accès à son mari,.
La personnalité d'Alexis III demeure mal connue et largement influencée par la vision négative de Nicétas Choniatès, qui blâme son goût du luxe excessif, qu'il partage avec son frère, et son incompétence en matière administrative. Il aurait suscité de profondes espérances en arrivant au pouvoir pour lutter contre les nombreux maux de l'Empire, espérances vite déçues selon Choniatès. Celui-ci reconnaît néanmoins ses manières gracieuses et le dit opposé aux punitions cruelles et à la torture. Il évoque aussi des douleurs périodiques aux articulations et aux pieds dont aurait souffert Alexis III ; refusant longtemps les prescriptions des médecins, il visite diverses sources chaudes en Bithynie pour calmer ses inflammations. Enfin, Choniatès met en avant l'influence supposée de l'impératrice sur les destinées de l'Empire, allant jusqu'à souligner la passivité d'Alexis III.

## Politique intérieure
Âgé d’environ quarante-deux ans à son avènement, Alexis III fait face à un grand nombre de défis alors même que la stabilité politique de l'Empire est régulièrement sapée par des mouvements de contestations variées depuis la mort de Manuel Ier en 1180. Régulièrement vilipendé pour ses difficultés à gérer l'Empire, il tente de trouver des solutions aux différents enjeux qui se présentent à lui mais souffre d'une impopularité parfois forte, surtout à Constantinople, qui sapent les fondements de sa légitimité, alors même que l'Empire est confronté à des dangers extérieurs croissants.

### Entourage

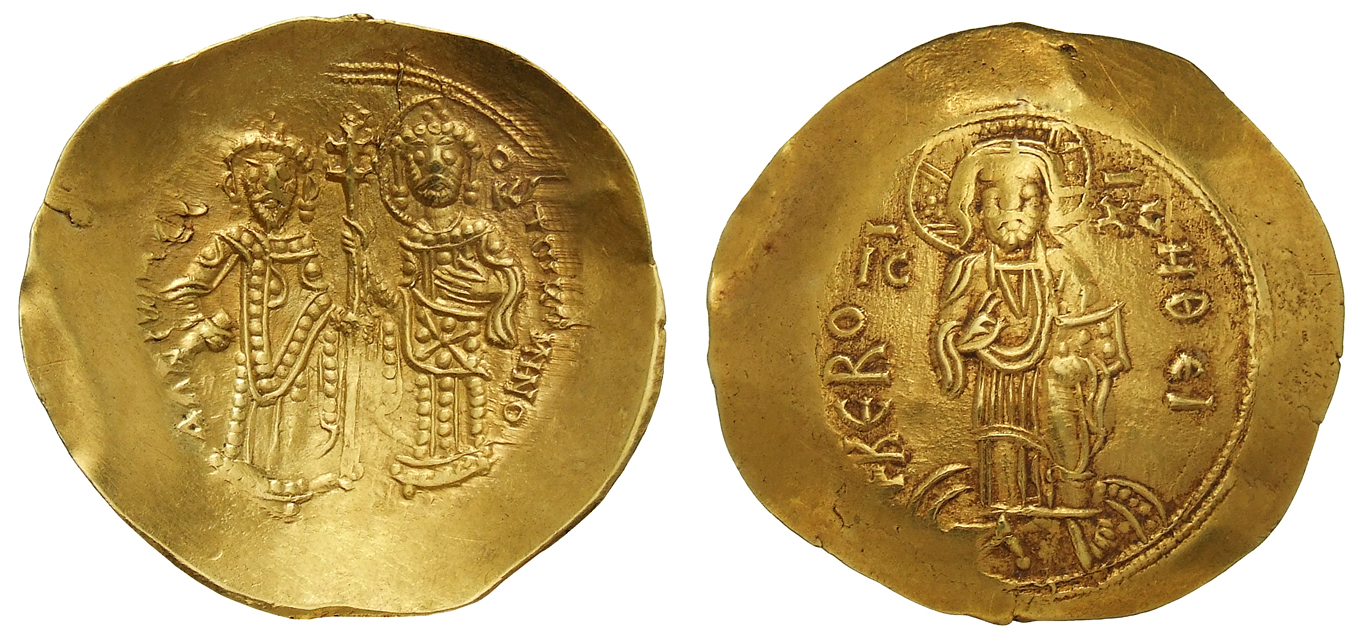
Hyperpère en or représentant sur une face Alexis III aux côtés de Constantin le Grand et, sur l'autre face, Jésus Christ.

L'arrivée d'Alexis III Ange au pouvoir fait espérer à certains de ses contemporains des changements dans une administration et une élite de plus en plus corrompues. Dans les faits, l'empereur fait peu pour y remédier. Parmi l'entourage direct d'Alexis III, Basile Doukas Kamatéros, le frère de l'impératrice, occupe une place importante. Il est logothète, possiblement du génikon, avec un rôle important en matière financière. De même, son oncle, Jean Doukas, fait partie de ses proches conseillers jusqu'à sa mort en 1200. D'autres courtisans sont au premier plan comme Jean Belissariotès, un membre d'une famille de hauts fonctionnaires de l'Empire qui occupe la fonction de megas logariastes. Quant au poste cardinal de logothète du drome, il appartient d'abord à Démétrios Tornikès puis à son fils, tandis que Nicétas Choniatès est le grand logothète. Certains fonctionnaires importants sous Andronic Ier semblent revenir au premier plan comme un juge du velum, Jean Apotyras, qui est réintégré. Parfois, des membres éminents de la cour d'Isaac conservent leur position comme Constantin Mésopotamitès, sorte de premier ministre dont l'omnipotence et l'ambition croissante finissent par lui attirer de profondes inimitiés. S'il est d'abord congédié par Alexis III, l'épouse de ce dernier le convainc de le rappeler rapidement,. En 1197, alors qu'il doit être intronisé comme archevêque de Thessalonique, ses adversaires en profitent pour convaincre Alexis III de le congédier. Ils n'hésitent pas à mettre en cause directement l'impératrice, l'accusant d'adultère avec un certain Vatatzès, qu'Alexis III met à mort. L'empereur, contraint de partir en campagne, ne reçoit que quelques semaines plus tard Euphrosyne. Ayant fait torturer certains des serviteurs de sa femme pour leur faire avouer la conduite de celle-ci, il l’oblige à quitter le palais impérial pour un couvent. Finalement, après quelques mois, elle est rappelée par l'empereur et retrouve sa position d'impératrice, probablement par l'entremise de Mésopotamitès : ce dernier, qui est parvenu à sauver son poste, est toujours plus influent et accumule les fonctions et dignités, qu'elles soient civiles ou ecclésiastiques, jusqu'à l'excès. Alors qu'il s'absente pour Thessalonique, ses adversaires redoublent d'efforts pour convaincre l'empereur de le congédier, cette fois avec succès. Alexis III le remplace alors par Théodore Eirenikos comme epi tou kanikleiou.
Michel Stryphnos, déjà influent sous Isaac II, devient mégaduc en dépit d'accusations récurrentes de corruption. Ainsi, il se serait rendu responsable d'un détournement des fonds destinés à la marine byzantine, contribuant à gravement affaiblir celle-ci. Si une trentaine de navires peuvent encore affronter les pirates italiens en 1196, ce n'est plus le cas quelques années plus tard,. De manière générale, Jean-Claude Cheynet note une continuité dans les élites de l'Empire en s'appuyant sur les patronymes des grandes familles qui se retrouvent d'un règne sur l'autre. Étonnamment, les Anges sont relativement peu représentés et Alexis III lui-même préfère utiliser le nom de Comnène pour rappeler son lien familial avec la prestigieuse dynastie fondée par Alexis Ier, dont il est un arrière-petit-fils. En revanche, l'empereur s'appuie plus sur les eunuques, tant dans des fonctions civiles comme Constantin Philoxénitès, responsable du trésor impérial, que pour des postes militaires. Les eunuques, qui ne peuvent prétendre à la fonction impériale, représentent un risque moindre de révolte, même si leur nomination peut se faire parfois au détriment d'officiers plus compétents mais dont la popularité risque de faire ombrage au souverain.
La succession est un enjeu fort du règne d'Alexis III, d'autant qu'il tombe assez gravement malade peu après avoir pris le pouvoir. Dénué d'héritier mâle, l'empereur nomme rapidement l'époux de sa fille aînée, Alexis Paléologue, comme successeur. Issu d'une famille qui n'a cessé de renforcer sa position au sein de l'aristocratie impériale depuis l'époque d'Alexis Ier, Alexis Paléologue est un membre éminent de la cour impériale, qui se mobilise régulièrement pour combattre les adversaires de l'Empire, tant au sein des frontières qu'à l'extérieur de celles-ci. Il reçoit d'ailleurs le titre de despote, particulièrement prestigieux. Parmi les autres prétendants à la succession finalement éconduits figurent Manuel Kamytzès, longtemps soutien de l'empereur avant de se rebeller, et Jean Cantacuzène. La mort d'Alexis Paléologue au début de l'année 1203 prive Alexis III de son successeur mais il n'a pas le temps d'en désigner un nouveau, même si Théodore Lascaris fait figure de candidat favori.

### Administration intérieure
Sous Alexis III, de même que sous Isaac II, l'Empire byzantin connaît un degré élevé de corruption lié à la mainmise d'une partie de l'aristocratie sur certaines fonctions. La légitimité affaiblie des empereurs d'alors, non issus de la prestigieuse lignée des Comnènes et arrivés au pouvoir par des usurpations, ne permet pas d'apporter un remède efficace à ce phénomène qui affaiblit l'administration impériale. Ainsi, Alexis III tente bien de s'attaquer à la vénalité des charges alors répandue dans l'Empire mais la mesure d’interdiction n'est jamais appliquée. Les écrits de Michel Choniatès sur la rapacité fiscale des agents de l'Empire dans la région qu'il occupe, en l'occurrence les environs d'Athènes, sont un témoignage précieux des abus d'alors. Les effets de ces pratiques sont multiples. Ainsi, les commerçants italiens accusent régulièrement Michel Stryphnos d'abus et d'extorsions, au point qu'en 1195-1197, un Génois, Gafforio, se lance dans une piraterie intense en mer Egée que la marine byzantine délabrée peine à combattre.
Alexis III prend diverses mesures pour essayer de remédier à certains des maux de l'Empire. En 1196, il passe un décret visant à protéger le monastère de la Grande Laure de l'Athos qui fait l'objet d'abus de fonctionnaires douaniers, alors que les moines sont censés bénéficier de facilités fiscales pour le commerce maritime. Dans l'ensemble, s'il est critiqué par Nicétas Choniatès pour son goût du luxe, le chroniqueur reconnaît qu'il fait preuve de moins de prodigalité au fur et à mesure de son règne, probablement en lien avec l'affaiblissement du trésor impérial. Dans un article, Kostis Smirlys va jusqu'à qualifier l'entourage direct de l'empereur d'organisation criminelle qui dévore les ressources publiques impunément. Michael Angold souligne aussi la trop grande dépendance d'Isaac II et d'Alexis III envers des familles de la bureaucratie impériale.
La dévaluation de la monnaie byzantine, déjà sensible sous Isaac II, s'accroît. La valeur du trikephalon, la pièce en électrum, déjà passée de cinq carats à quatre sous Isaac descend à trois carats sous Alexis III,. Il reste malgré tout difficile de déterminer précisément l'état de l'économie byzantine sous Alexis III Ange. Si Judith Herrin a récemment mis en évidence qu'elle est affaiblie par l'influence devenue prédominante des marchands étrangers, notamment italiens, Michael Hendy plaide pour une économie plutôt dynamique,,.

### Contestations et répressions

#### Constantinople rebelle
À l'image de celui de son frère, le règne d'Alexis III est constellé de révoltes et de soulèvements. Ce phénomène traduit la perte d'autorité progressive du gouvernement impérial, fragilisé par les règnes trop courts d'empereurs affaiblis, n'ayant plus la légitimité des Comnènes et de plus en plus confrontés à une aristocratie que le prestige impérial ne contient plus. L'administration impériale elle-même offre une certaine résistance à Alexis III. Quand il rentre à Constantinople revêtu de la tenue impériale, certains juges du velum refusent de se soumettre à lui et sont immédiatement remplacés. Quand, en 1197, il impose une nouvelle taxe pour acheter la paix avec Henri VI du Saint-Empire, cet impôt, parfois appelé Alamanikon, rencontre une telle opposition du Sénat byzantin, du clergé et de certaines guildes commerciales que l'empereur doit y renoncer. Anthony Kaldellis note qu'Alexis rassemble ces corps constitués au sein de l'hippodrome de Constantinople pour annoncer cette nouvelle taxe ; l'historien analyse ce renoncement comme la démonstration d'une limite posée à l'absolutisme impérial byzantin, qu'il rapproche d'autres occurrences similaires dans l'histoire byzantine.
Dans l'ensemble, les relations d'Alexis avec les Constantinopolitains sont mauvaises, peut-être parce que les habitants de la capitale ont été de fervents soutiens d'Isaac II. À la différence de son prédécesseur, Alexis III ne montre aucune générosité particulière à l'égard des habitants de la capitale, ce qui n'aide pas à sa popularité. Ainsi, quand il s'empare d'un riche banquier du nom de Kalomodios, il doit rapidement le relâcher en raison du tollé provoqué parmi les commerçants et artisans de la cité. Quand, en 1200 ou 1201, Jean Lagos, gardien de la prison du prétoire, s'accapare les biens normalement donnés par charité aux prisonniers et commence à piller des églises pour son enrichissement personnel. Alexis III laisse faire jusqu'à ce que plusieurs guildes d'artisans investissent la prison et obligent Jean Lagos à s'enfuir. Le mouvement tourne alors à l'émeute. Alexis III tente d'envoyer sa garde reprendre la prison, sans succès, et les prisonniers sont libérés. Des violences sont perpétrées, une mosquée détruite. Il faut le regroupement d'une importance force dirigée par Alexis Paléologue pour mater une foule mal armée qui subit de lourdes pertes,,. Pour Magdalino, cette opposition de la capitale marque l'enracinement d'une identité spécifiquement constantinopolitaine et distincte des provinces, accroissant le fossé entre les deux ensembles.

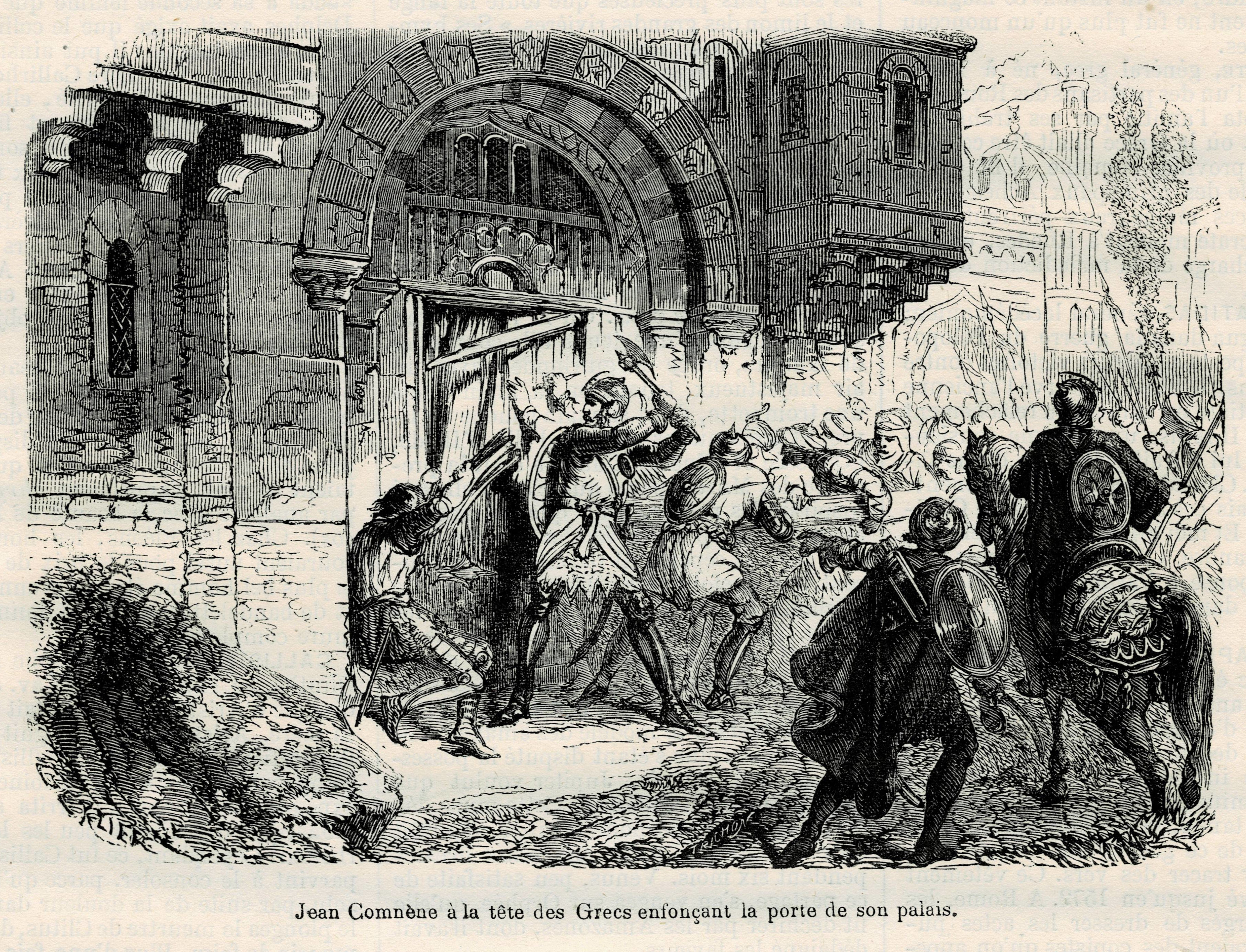
Jean Comnène le Gros enfonce les portes du Grand Palais. E. Alonnier et J. Décembre, Dictionnaire populaire..., 1863.

Le 31 juillet 1201 intervient la principale révolte du règne d'Alexis III, celle de Jean Comnène le Gros. Membre obscur de la cour impériale et rejeton éloigné de la dynastie des Comnènes, il est néanmoins soutenu par une partie de l'aristocratie, dont peut-être le futur Alexis V Doukas. Le climat général de déclin de l'empire, marqué par la rétraction des frontières, favorise certainement ce soulèvement. En effet, les partisans de Jean Comnène se dirigent vers la basilique Sainte-Sophie, centre spirituel de l'empire, pour jurer de rétablir les frontières d'antan. Couronné par un moine, Jean Comnène le Gros se proclame empereur et une partie de la foule commence à brûler divers bâtiments. Jean Comnène parvient même à pénétrer dans une aile du Grand Palais mais, selon des historiens comme Charles Brand, ne profite pas suffisamment de la situation pour prendre des décisions énergiques comme la nomination de ses partisans aux plus hauts offices ou la mobilisation d'une force armée suffisante pour maintenir son pouvoir. La capitale est alors partagée en deux camps car Alexis III s'est barricadé dans le palais des Blachernes. Une xénophobie ambiante semble motiver une partie des émeutiers tandis que des éléments italiens et géorgiens se manifestent par le pillage de demeures ou encore d'églises, parfois à la recherche de reliques précieuses. Le 1er août, une flotte loyaliste envoie des renforts à la garde varangienne, qui tient toujours une partie du Grand Palais. Bientôt, les troupes d'Alexis III prennent le dessus et poursuivent Jean Comnène, finalement rattrapé et décapité. Ses soutiens sont exécutés, emprisonnés ou contraints à l'exil. C'est peut-être cet événement qui incite Alexis Comnène et David Comnène à se réfugier à Trébizonde, hors d'atteinte d'Alexis. Dans l'ensemble, la loyauté de l'armée assure une certaine solidité au pouvoir d'Alexis.
Enfin, en 1200, alors qu'Alexis III mène une campagne contre le Valaque Ivanko, une partie de la population soutient un soulèvement suscité par un membre de la famille des Kontostéphanos mais, de nouveau, Euphrosyne Doukaina intervient pour le réprimer,.

#### Séparatismes provinciaux
Le séparatisme provincial, déjà sensible depuis quelques décennies, se confirme sous Alexis III Ange. Ainsi, Léon Sgouros, gouverneur de l'Argolide et de la Nauplie, profite des troubles provoqués par Manuel Kamytzès et Dobromir Chrysos pour se proclamer indépendant en 1201-1202. L'empereur envoie Michel Stryphnos le combattre en 1201-1202, sans grand succès et, en 1203, alors que la quatrième croisade pénètre en terres byzantines, Sgouros s'attaque à Athènes dont il s'empare,. Seule l'Acropole résiste, défendue par une garnison dirigée par Michel Choniatès. Cette révolte dans une terre traditionnellement acquise aux Byzantins émane d'un membre d'une aristocratie provinciale éloignée de l'élite de la capitale et de moins en moins fidèle à celle-ci. En cela, elle ressemble à la sédition de Théodore Mancaphas intervenue sous Isaac II en Asie Mineure,. Deux autres révoltes appartiennent à cette catégorie. Jean Spyridonakès, le gouverneur du thème de Smolyan en Macédoine, se soulève en 1201 mais est facilement vaincu par les troupes impériales d'Alexis Paléologue. Michel Ange Doukas, gouverneur de la région de Mylasa au sud-ouest de l'Anatolie, essaie aussi de se rendre indépendant sans succès en 1200 et se réfugie auprès du sultanat de Roum, d'où il lance des raids dans la vallée du Méandre,,. Si ce séparatisme grandissant atteste d'un affaiblissement du pouvoir central, des historiens comme Jean-Claude Cheynet mettent en garde contre l'idée d'une déliquescence complète de l'Empire à l'aube de la quatrième croisade.

### Politique religieuse

Le monastère de Hilandar, refondé par les Serbes sous le règne d'Alexis III.

À la différence d'Isaac II, Alexis III se montre plus conciliant envers le clergé, notamment dans le choix des patriarches. Il laisse en fonction Georges II Xiphilin, pourtant peu favorable à son arrivée au pouvoir et le remplace, à sa mort en 1198, par Jean X Kamatéros. Celui-ci est un proche de l'impératrice, autant qu'un membre respecté du clergé, en tant que chartophylax. Il est un soutien constant de l'empereur, se réfugiant notamment dans une armoire au moment de l'irruption de Jean Comnène le Gros à Sainte-Sophie pour ne pas le couronner. Plutôt conciliant envers l'Église, pour éviter qu'elle ne soutienne son prédécesseur, il ne rencontre que peu d'opposition, sauf lors de la levée de la taxe dite Alemanikon, finalement abandonnée.
Il fait preuve d'une certaine générosité envers les différentes institutions religieuses et renouvelle régulièrement les privilèges octroyés aux monastères. Il permet à Stefan Nemanja de restaurer le monastère de Hilandar sur la péninsule du Mont Athos, avec l'octroi d'importants privilèges, ce qui en fait un haut lieu du monachisme serbe,.
Une controverse théologique éclate sous son règne à propos de l'incorruptibilité de l'Eucharistie, contestée par Michel Glycas. Si Jean Kamatéros n'est que modérément opposé à cette doctrine, un synode se tient en 1200 qui l'invalide, sans la qualifier d'hérésie, ce qui n'intervient qu'un peu plus tard.

### Défense des frontières

#### Face aux Bulgares

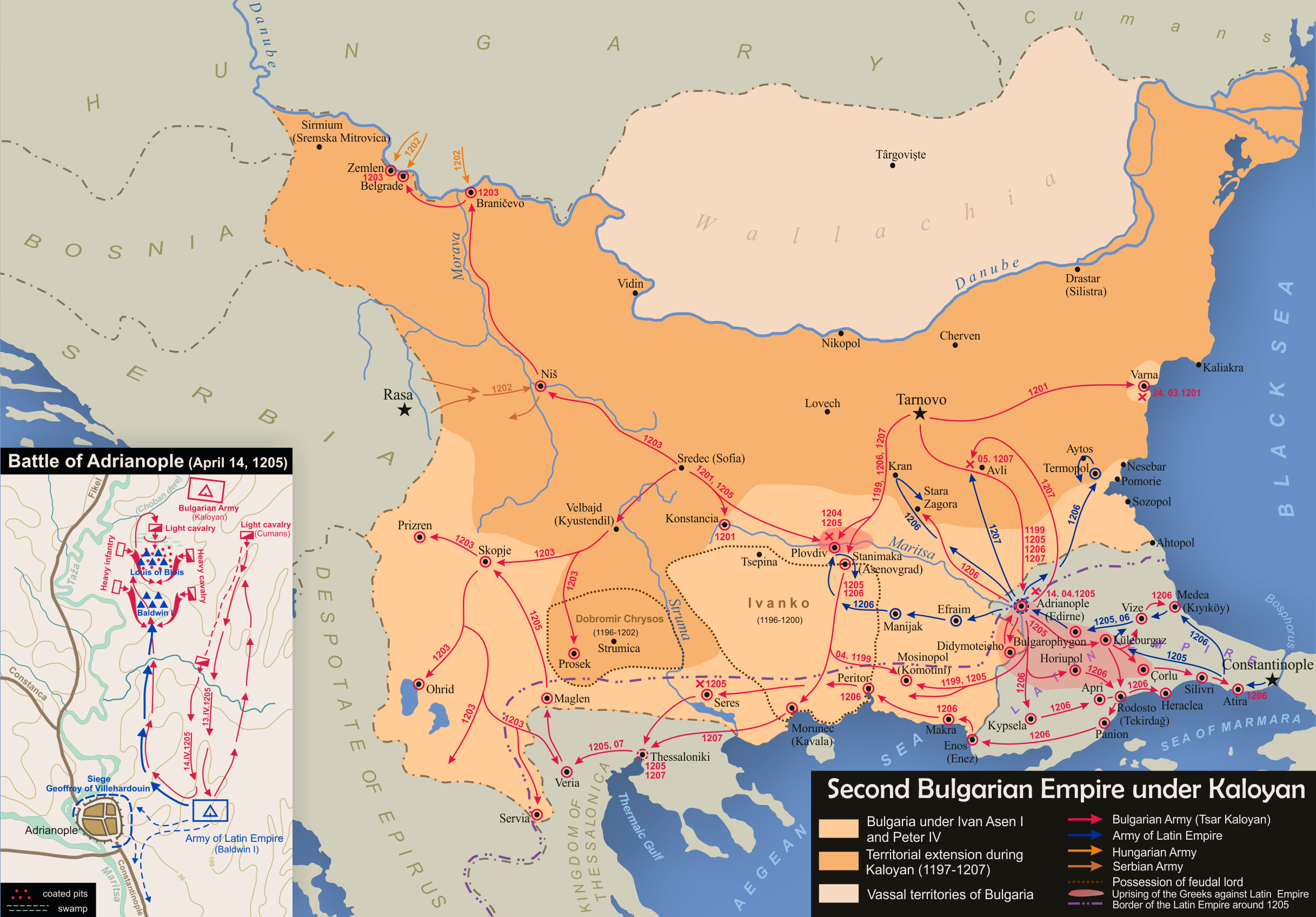
Carte présentant les évolutions territoriales sous Kaloyan, dont certaines interviennent dès le règne d'Alexis III Ange.

Depuis la révolte bulgaro-valaque en 1185-1186, le deuxième empire bulgare fait peser une menace persistante sur la frontière occidentale de l'Empire, contestant sa domination sur les Balkans. Ainsi, en 1195, Alexis III s'impose alors qu'Isaac II décide de mener une nouvelle campagne contre les Bulgares qui poursuivent des raids de plus en plus profonds en terres byzantines. Profitant de l'arrivée au pouvoir du nouvel empereur, les Bulgaro-Valaques attaquent la région de Serrès à l'automne 1195 et battent l'armée byzantine dirigée par Alexis Aspietes. Alexis III réagit par l'envoi de renforts dirigés par le sébastokrator Isaac Comnène,. Celui-ci tente d'intercepter l'adversaire qui se dirige vers Amphipolis, mais il tombe dans une embuscade meurtrière et lui-même est fait prisonnier.
En 1196, les Byzantins pensent profiter des dissensions naissantes au sein de l'Empire bulgare. Ivan Asen s'aperçoit que l'un de ses boyards, Ivanko, a une aventure avec la sœur de sa femme. Mécontent, il veut faire arrêter Ivanko mais celui-ci le tue. S'emparant de la capitale, il en est délogé par Pierre IV, le frère d'Ivan Asen, et il préfère fuir vers l'Empire byzantin. Le rôle de ce dernier dans ces événements demeure flou. Il a parfois été suspecté que Isaac Comnène, alors prisonnier, aurait encouragé Ivanko à agir mais cela paraît improbable. Quoi qu'il en soit, Alexis III tente de profiter de la situation et envoie Manuel Kamytzès, à la tête d'une importante armée, envahir la Bulgarie. Seulement, les soldats se mutinent et Kamytzès doit se retirer. Quant à Ivanko, il devient gouverneur de Philippopolis, devenue une position avancée de la défense byzantine, s'acquittant de sa tâche avec efficacité.
En 1197, Pierre IV est assassiné et c'est son fils, Kaloyan, longtemps otage à Constantinople, qui lui succède. Particulièrement belliqueux, il lance des raids dévastateurs contre les terres byzantines. La cité de Tzurulum est notamment visée. Le raid, conduit autant par des Valaques que des Coumans, permet d'amasser un grand butin et de nombreux prisonniers. Si une armée byzantine parvient à intercepter cette troupe, elle est finalement vaincue, confirmant les difficultés croissantes de l'Empire à contrecarrer les forces bulgares, valaques ou coumanes, qui pénètrent de plus en plus loin en Macédoine ou en Thrace et profitent d'une armée impériale démoralisée,. Vers 1198, des groupes de Coumans s'enfoncent à nouveau en profondeur, jusqu'aux environs de la péninsule de Gallipoli.
En 1201, Kalojan s'attaque à la cité côtière de Varna à l'est et s'empare de Constantia du Rhodopes à l'ouest, mais bientôt les Coumans, alliés traditionnels des Bulgares, sont attaqués sur leur frontière nord par les Russes et les forces de la principauté de Galicie-Volhynie. Les Byzantins concluent alors certainement une alliance avec le prince galicien Roman Mstislavitch puisque des ambassadeurs sont mentionnés en 1200 à la cour d'Alexis III,. Fragilisé, Kalojan doit concéder la paix à Alexis III à la fin 1201 ou au début 1202. Le massif du Grand Balkan redevient la frontière entre les deux empires, permettant aux Byzantins de reprendre une partie du terrain perdu,. Cette paix permet à Alexis III de concentrer ses efforts sur la réduction des révoltes de Kamytzès et Dobromir Chrysos et donc de sécuriser la frontière balkanique, ce qui constitue un réel succès.
L'une des particularités de la politique d'Alexis sur la frontière bulgare est son recours à des chefs de guerre valaques, qui rejoignent l'Empire byzantin et se voient conférer des régions à défendre, mais en profitent parfois pour s'émanciper. Ainsi, Ivanko, allié des Byzantins et marié à une petite-fille d'Alexis III, Theodora Angelina, se soulève depuis la ville de Philippopolis qu'il gouverne. Les raisons de ce mouvement sont inconnues mais il s'impose face à l'armée impériale, capturant le général Manuel Kamytzès en 1199. Il faut l'intervention conjointe de Théodore Lascaris et Alexis Paléologue en 1200 pour mater le rebelle et l'exécuter,. L'année suivante, c'est au tour de Kamytzès de se révolter. Libéré par Dobromir Chrysos, il sait qu'Alexis III a refusé de payer la rançon et le prend comme un affront, d'autant que ses biens ont été confisqués. Avec Chrysos, il mène un soulèvement en Thessalie. Les forces d'Alexis III peinent à s'imposer et l'empereur doit se rendre en personne en Thessalie pour négocier la paix avec les deux hommes. Il offre à Chrysos la main de sa petite-fille, Théodora Angelina, désormais veuve d'Ivanko et promet l'amnistie à Kamytzès. Celui-ci refuse mais finit par être vaincu et disparaît lors de sa fuite. En dépit de cet échec, ces mouvements perturbent fortement l'emprise byzantine sur la Macédoine et la Thessalie, facilitant les entreprises de Spyridonagès et de Sgouros. Par ailleurs, on note une similarité dans le scénario des révoltes d'Ivanko et de Chrysos. Issus tous deux de l'Empire bulgaro-valaque, ils s'allient d'abord aux Byzantins puis se révoltent en s'appuyant sur un contexte local, avant d'être soumis par la ruse, avec notamment la promesse de mariages de prestige.

#### Dans les Balkans occidentaux
En revanche, les Balkans occidentaux sortent de l'orbite byzantine sous Alexis III. En renversant Isaac II, il met fin de facto à l'alliance avec le royaume de Hongrie, qui repose fortement sur l'entente entre Isaac et Béla III. Cette perte d'influence se mesure à l'évolution de la principauté de Serbie. Rétablie par Isaac II dans son statut d’État vassal de l'Empire, elle gagne en autonomie sous Alexis III, qui n'a guère les moyens d'intervenir. Au retrait de Stefan Nemanja en 1195, un conflit successoral éclate entre ses deux fils qui entraîne l'intervention de la Hongrie, de Bulgarie et du pape Innocent III, qui essaie d'étendre l'influence de Rome sur des terres traditionnellement dépendantes du patriarcat de Constantinople. En 1198, Stefan Nemanjic, l'un des deux fils de Nemanja, marié à Eudoxie Angelina, une fille d'Isaac II, la répudie pour adultère, ce qui fragilise le lien entre Byzance et la Serbie. Finalement, en 1202, Stefan Nemanjic est battu par son frère, Vukan Nemanjić, soutenu par la Hongrie, et la Serbie passe alors dans la sphère hongroise sans qu'Alexis III n'intervienne, déjà aux prises avec l'avancée de la quatrième croisade. Surtout, cette région voit l'influence croissante de la papauté. Innocent III, qui soutenant Vukan, parvient à étendre son emprise spirituelle sur la Serbie et se rapproche de Kalojan, menaçant une zone traditionnellement rattachée au patriarcat de Constantinople,.

#### En Asie mineure

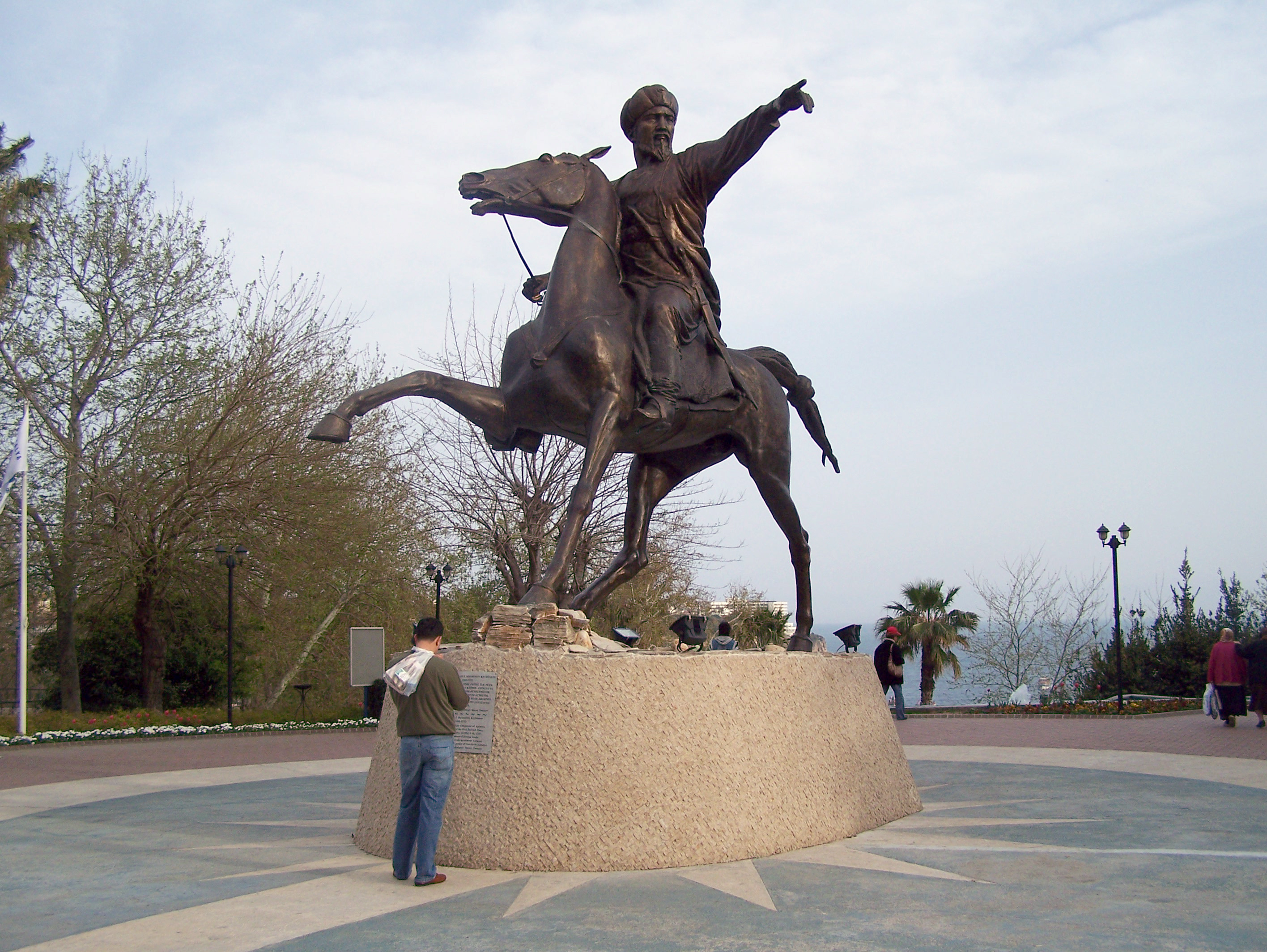
Statue de Kay Khusraw Ier à Antalya. D'abord rival d'Alexis III, il se réfugie auprès de lui lorsqu'il est déposé et fait partie de la cour de l'empereur.

Face au sultanat de Roum, Alexis III opte pour une posture défensive car il est davantage préoccupé par son front occidental. Néanmoins, dès son accession au trône, un pseudo-Alexis II venu de Cilicie se manifeste auprès des Turcs. Ce n'est pas la première fois qu'un homme se réclame de la descendance de Manuel Ier Comnène, essayant de profiter du prestige de la lignée des Comnènes. Il obtient le soutien de l'un des fils de Kılıç Arslan II, Muhyi ad-Dîn. Alexis III tente d'infléchir la position turque sans succès et il se déplace lui-même à l'automne 1195. Cependant, l'offre de paix de Muhyi ad-Dîn comprend un important tribut que l'empereur refuse. Alexis III mène quelques opérations militaires pour renforcer la frontière de la Bithynie puis laisse le commandement à Manuel Kontostéphanos. Dans l'intervalle, l'empereur se rend à Malagina, une localité qui a reconnu le pseudo-Alexis. Alexis III discute avec la population en arguant de la mort d'Alexis II et du fait que, dans tous les cas, il détient l'ensemble des insignes du pouvoir qui légitiment sa prétention à l'Empire, sans parvenir à complètement convaincre son auditoire,.
De son côté, Kontostéphanos mène campagne contre la troupe qu'a pu constituer le Pseudo-Alexis, sans parvenir à le vaincre. Finalement, l'usurpateur est assassiné dans des circonstances obscures à Gangra au printemps 1196. Les Turcs profitent de ces troubles pour prendre la cité de Dadibra, non sans avoir vaincu une armée de renforts byzantins dirigée notamment par Théodore Branas. Quelque peu acculé, Alexis III accepte le tribut demandé par Muhyi ad-Dîn, lequel met à disposition de l'empereur un contingent de soldats utilisé sur le front occidental.
Face au sultan de Roum proprement dit, Kay Khusraw Ier, c'est un incident diplomatique qui déclenche les hostilités. En effet, pour honorer le nouvel empereur byzantin, le sultan d'Égypte lui envoie deux étalons en guise de cadeau mais, sur le chemin, le sultan d'Iconium décide de les tester à la course. Or, un des chevaux se blesse à la patte et le sultan envoie une lettre d'excuses à Alexis III, dans laquelle il lui promet de lui envoyer les deux animaux une fois que celui blessé sera rétabli. Alexis III refuse et prend cette péripétie pour un affront. Il fait saisir tous les biens de ceux qui commercent avec Iconium pour les distribuer à ses favoris. Kay Khusraw réagit, probablement dès 1196, par l'envoi d'un raid dans la vallée du Méandre. Il s'empare de quelques positions, dont la ville de Tantalos et s'avance jusqu'à Antioche du Méandre mais, trompé par les bruits de festivités qu'il prend pour des soldats s'apprêtant à partir au combat, il préfère se replier. Il emmène avec lui un grand nombre de prisonniers qu'il installe du côté de Philomelion avec des avantages fiscaux substantiels, au point que d'autres Byzantins viennent volontairement les rejoindre,,.
Alexis III tente de réagir par l'envoi du général Andronic Doukas qui est immédiatement repoussé. À l'automne 1196, l'empereur doit se déplacer en personne pour assurer la sécurité de la Bithynie, pillée par des hordes de Turcomans. Il fait une démonstration de force autour de Nicée et de Pruse avant de rentrer à Constantinople. Néanmoins, dans l'ensemble, les Turcs ne représentent qu'une menace secondaire car Kay Khusraw est concurrencé par plusieurs de ses frères et peine à imposer son autorité. En 1197, vaincu par Suleiman, Kay Khusraw doit même demander l'asile à Alexis III mais celui-ci refuse de l'aider à reprendre son trône. Kay Khusraw tente alors de susciter des soutiens dans d'autres régions, sans grand succès et finit par revenir à Constantinople où il se convertit au christianisme, sous le parrainage d'Alexis III. Avec Suleiman, les relations sont globalement pacifiques, même si des incidents de frontières sont mentionnées en 1200, au moment où Michel Ange Doukas, un gouverneur de province, se révolte et trouve refuge à Iconium, gagnant le soutien du sultan. Dans le même temps, Alexis III prend diverses mesures qui bloquent le commerce des marchands turcs, mobilisant le pirate Constantin Phrangopoulos qui pille différents navires turcs en mer Noire. Il aurait même essayé de faire assassiner le sultan mais le commanditaire aurait été arrêté sur le chemin. Il réalise également une démonstration de force en Bithynie en 1200. Finalement, une paix est conclue en 1200-1201, probablement défavorable aux Byzantins mais qui assure la stabilité de la frontière byzantino-turque jusqu'à la fin du règne d'Alexis III,.

## AlexisIIIet l'Occident

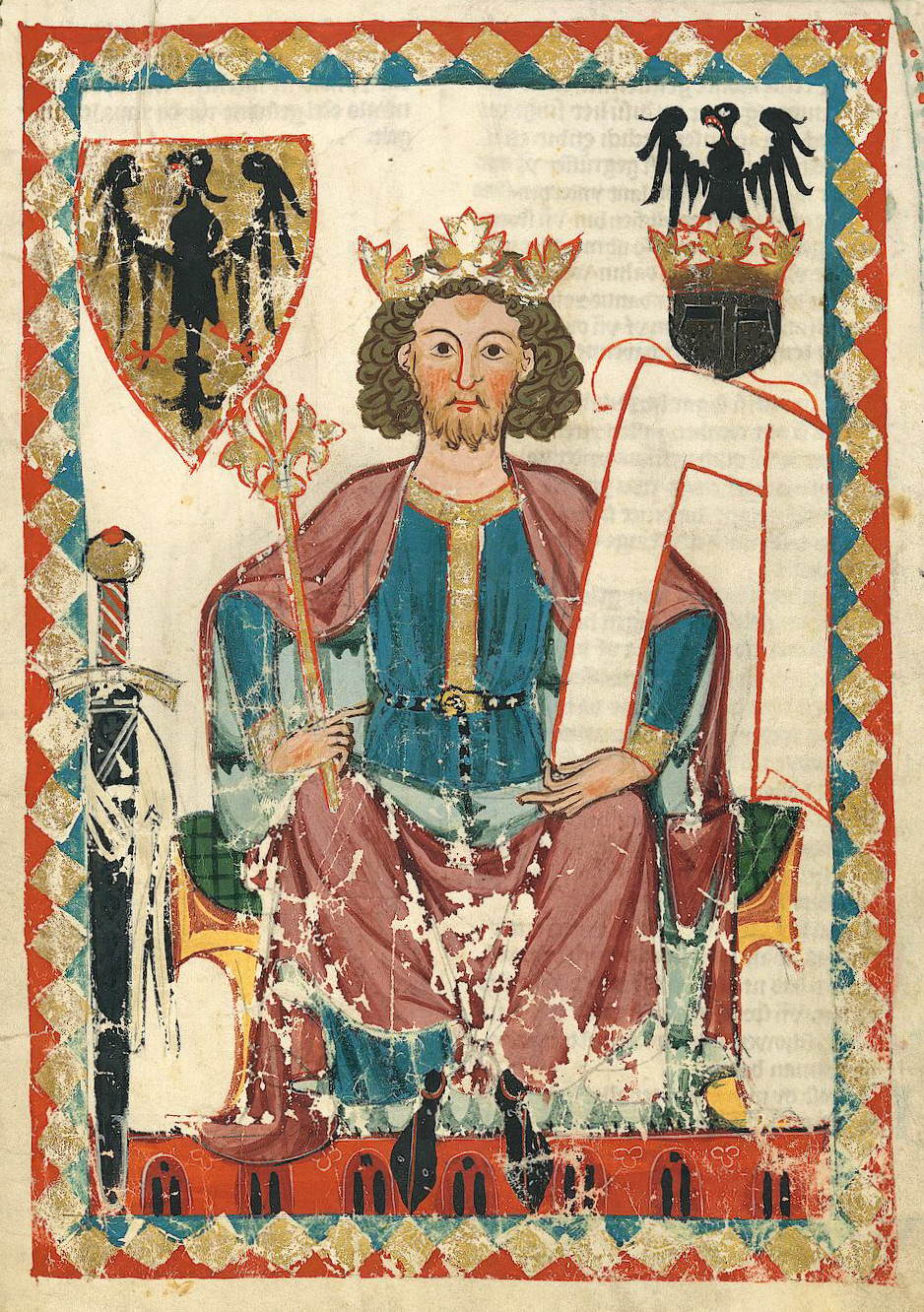
, empereur germanique, d'après le Codex Manesse. Comme son père, Frédéric Barberousse, Henri VI se révéla toujours un adversaire de l'Empire byzantin.

### La menace d'HenriVI
Face à l'Occident chrétien alors en pleine expansion, l'Empire byzantin entretient une profonde méfiance, en particulier à l'égard du phénomène des croisades. Dès la première croisade sous Alexis Ier, les relations sont tendues d'autant que les conceptions de la chrétienté diffèrent. Lors de la troisième croisade, Isaac II est au bord de la guerre avec Frédéric Ier Barberousse qui traverse le territoire de l'Empire avant de mourir aux confins de l'Anatolie. Son successeur, Henri VI du Saint-Empire, a une attitude belliciste à l'égard des Byzantins. Il écrase notamment les Normands du royaume de Sicile en 1194 et reprend leurs ambitions expansionnistes à l'égard de l'Empire byzantin. Il profite d'avoir capturé Irène Ange, la fille d'Isaac II veuve de Roger III (mort en 1193), pour la marier à son fils, Philippe de Souabe et renforcer sa légitimité à revendiquer le trône byzantin. Après une première ambassade auprès d'Isaac II en 1195 demandant des cessions territoriales, Henri VI en envoie une deuxième à Alexis III, exigeant le paiement d'un tribut de 360 000 hyperpères. À cette occasion, l'empereur byzantin se distingue par le faste avec lequel il accueille les émissaires germaniques, arborant de riches vêtements destinés à impressionner ses hôtes mais qui trahissent aussi les richesses de l'Empire, lesquelles suscitent de grandes convoitises. En parallèle, l'empereur germanique prépare sa propre croisade et envoie des émissaires réaffirmant ses demandes financières à Alexis III et l'informant de l'imminence de l'expédition. Alexis III doit rapidement accepter de payer l'importante somme demandée par Henri VI, sachant qu'une guerre risquerait d'être à son désavantage. Il envoie Eumathius Philokalès auprès d'Henri VI pour obtenir une baisse de la somme demandée à 115 000 hyperpères. Néanmoins, elle reste substantielle et Alexis III tente de lever un impôt nouveau pour y faire face (l’Alamanikon) mais, face à l'opposition populaire, il en est réduit à récupérer l'or des tombes impériales de l’église des Saints-Apôtres. Finalement, la mort d'Henri VI en 1197 éloigne le danger et soulage les Byzantins,.
Il est difficile de savoir si Henri VI a réellement eu l'intention de conquérir l'Empire byzantin. La croisade qu'il planifie a certainement pour but la Terre sainte et non Constantinople mais peut-être conserve-t-il l'ambition, à plus long terme, de prendre Byzance. Dans les faits, l'échec de Guillaume II de Sicile à prendre Constantinople en 1185, de même que l'influence papale, hostile à une guerre ouverte avec les Byzantins, ont probablement joué un rôle dissuasif. En parallèle, la rivalité byzantino-germanique s'exprime aussi en Asie mineure. En 1197, Alexis Ange tente de réaffirmer l'influence impériale chez les Arméniens de Cilicie, constitués en un royaume indépendant, en leur envoyant une couronne royale. Néanmoins, le souverain arménien, Léon II, la refuse au profit de la reconnaissance d'Henri VI, attestant de la perte d'influence byzantine dans la région.

### Relations avec la papauté

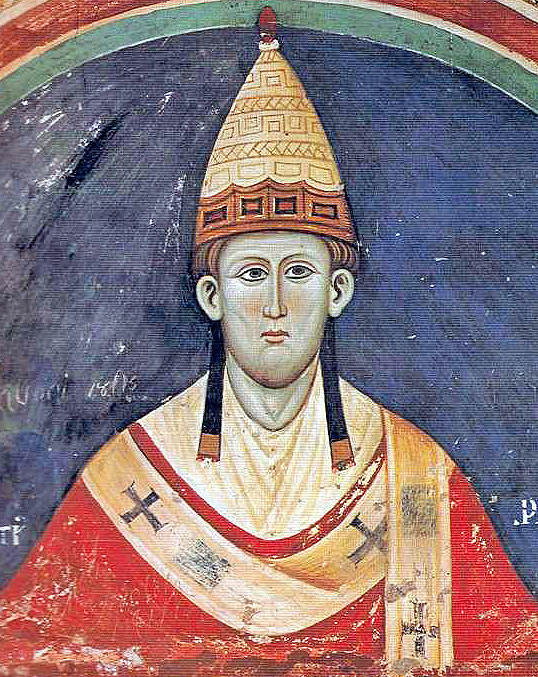
En dépit des positions qui les opposent, le pape Innocent III (1198-1216) interdit toujours aux princes chrétiens toute attaque contre Byzance.

Déjà sous Isaac II, le pape a pu constituer un allié face aux ambitions de certaines puissances occidentales dont le Saint-Empire qui menace aussi la position papale en Italie. Alexis III reprend les échanges diplomatiques avec Célestin III qui voit d'un mauvais œil l'expansionnisme d'Henri VI et ce dernier intercepte un émissaire byzantin sur la route de Rome. Néanmoins, si les échanges sont soutenus, aucune véritable alliance entre Rome et Constantinople ne parvient à émerger. Le successeur de Célestin III à partir de 1198, Innocent III, poursuit la politique de rapprochement avec Alexis III. Pour les deux hommes, l'objectif est clair : profiter de la mort d'Henri VI pour détacher la Sicile de l'orbite du Saint-Empire, alors aux prises avec un conflit successoral. Par ailleurs, Innocent III espère renforcer les relations avec Alexis III pour le convaincre de soutenir son projet de croisade et de libération de la Terre sainte. Pour cela, il alterne entre menaces et flatteries. Les relations sont intenses même si l'insistance d'Innocent à faire reconnaître la suprématie papale agace les Byzantins. En 1199, Alexis III se dit prêt à participer à la libération de la Terre sainte quand les moyens seront réunis, une réponse suffisamment vague pour ne pas l'engager. Il émet aussi l'idée de réunir un concile pour discuter de l'unité des deux Églises. Dans le même temps, le patriarche Jean X rappelle l'enjeu du filioque, qui reste la principale pomme de discorde entre les deux pôles de la chrétienté avec la reconnaissance de la suprématie papale. Néanmoins, l'acceptation d'un concile demeure un succès pour le pape,.
Alexis III tente d'exiger la rétrocession de Chypre, siège d'un royaume latin depuis 1191, en échange d'un large soutien financier au royaume de Jérusalem. Il va jusqu'à menacer de lancer une armada à l'assaut de l'île. Cette fois, le pape réagit vivement, déniant les droits impériaux sur l'île et prévenant que tout assaut détournerait les forces chrétiennes de la lutte contre les infidèles. Cependant, Alexis III n'ayant guère les moyens de reconquérir Chypre, cette menace vise plutôt à tester la détermination papale,. En définitive, entre 1198 et 1202, le pape et l’empereur byzantin échangent au moins huit ambassades et douze lettres substantielles, dont une envoyée par Alexis III à l'automne 1202 et dans laquelle il s'inquiète des déroutements de la quatrième croisade. Si les négociations échouent en raison notamment de la volonté de Constantinople de maintenir l’indépendance de l’Église nationale et d'un manque d'empressement à intervenir en Terre sainte, le pape continue toujours d'interdire toute attaque contre Byzance,.

### Quatrième croisade

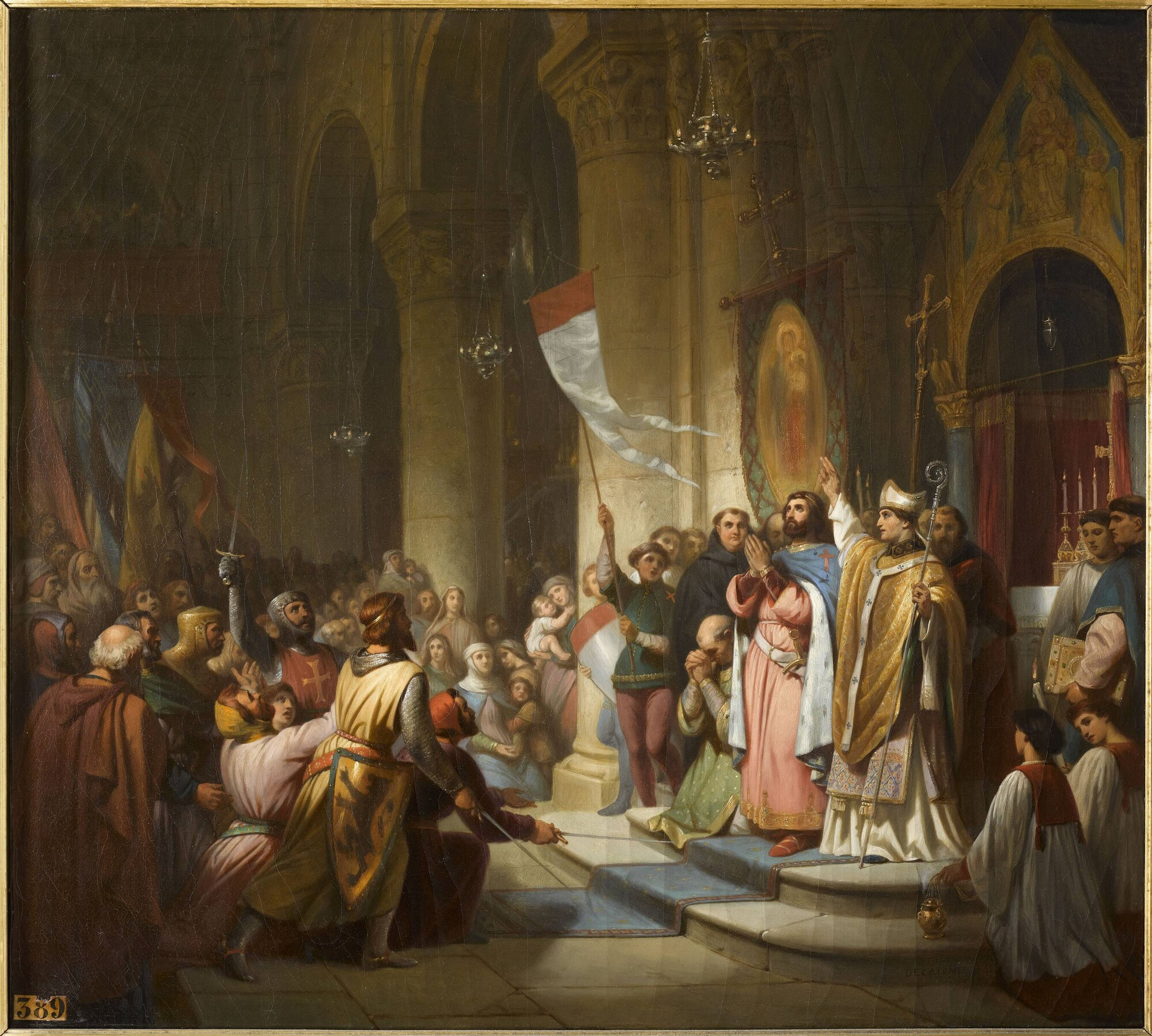
Boniface de Montferrat élu chef de la quatrième croisade, Soissons (1201), (Henri Decaisne, Salles des Croisades, Versailles).

#### La menace grandissante
Bientôt Alexis doit faire face à un danger plus important encore, mais qu’il sous-estime : en 1202, diverses armées européennes s’assemblent à Venise en vue de la quatrième croisade, prêchée en 1198 par Innocent III. À la même époque, Alexis III relâche son neveu, Alexis Ange, le fils d’Isaac II déposé, pour que celui-ci prenne part à ses côtés à une expédition en Thrace ; Alexis en profite pour s’enfuir à bord d’un bateau pisan et va se réfugier à la cour de Philippe de Souabe où il rencontre le marquis Boniface de Montferrat qui venait d’être choisi pour diriger la quatrième croisade,,.

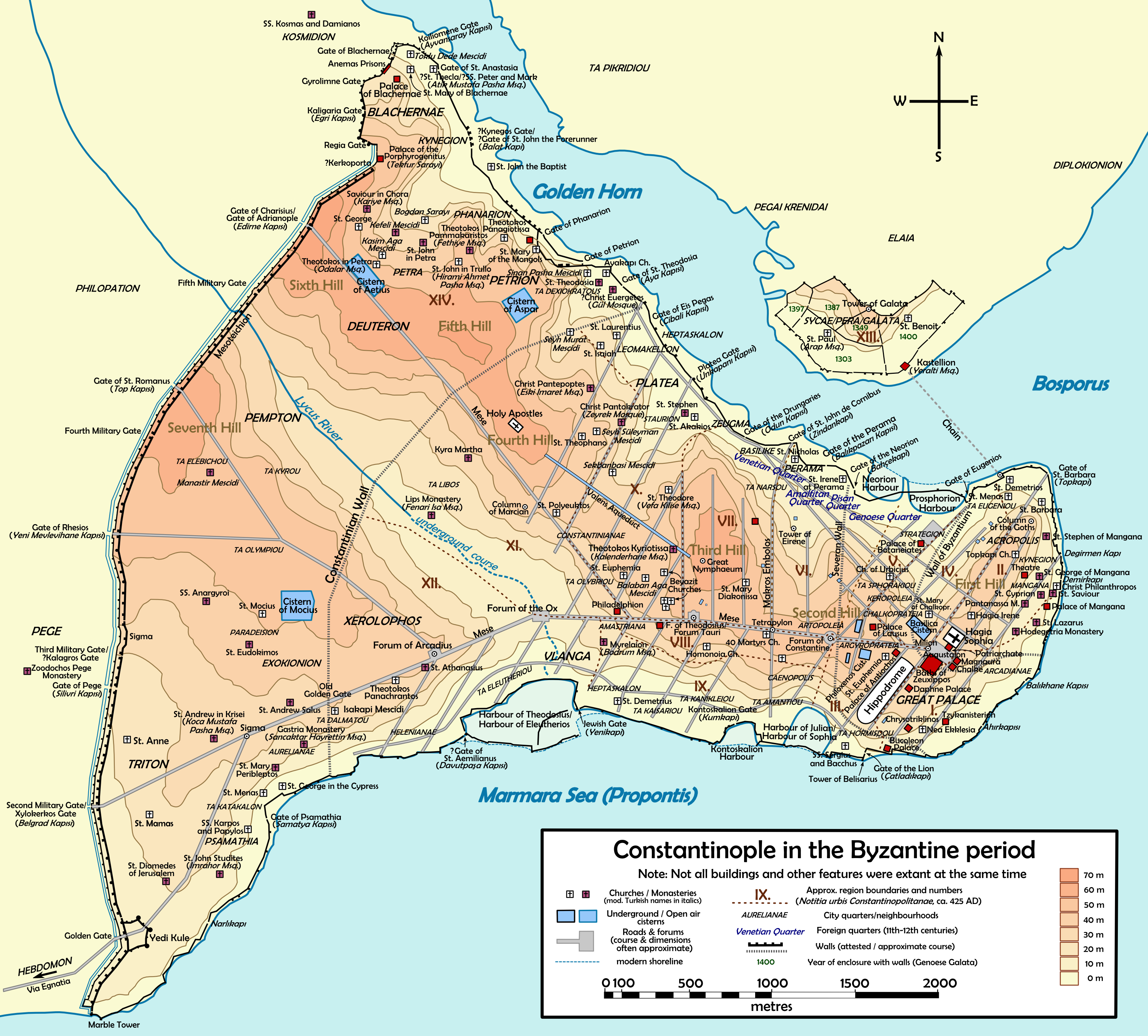
Carte de Constantinople, faisant notamment figurer la chaîne qui barre la Corne d'Or.

La quatrième croisade, qui a besoin de navires en nombre suffisant pour se rendre en Terre sainte, se tourne vers le doge Enrico Dandolo et l'imposante flotte vénitienne. La république italienne accepte mais demande aux Croisés de l'aider à reprendre Zara, une cité dalmate qui s'est émancipée de la tutelle vénitienne. Les Croisés s'en emparent en novembre 1202 mais cela ne suffit pas à ce qu'ils s'acquittent de l'entièreté des frais de transports. En outre, les provisions viennent à manquer alors que les soldats passent l'hiver à Zara. Bientôt, Constantinople émerge comme nouvelle cible, d'autant qu'Alexis Ange promet aux Croisés de leur fournir un contingent, de l'argent, du ravitaillement et de restaurer l'unité de l’Église. Si cette proposition reçoit l'approbation des principaux chefs de la croisade, il en est autrement de bon nombre de soldats qui renâclent à l'idée d'attaquer une cité chrétienne,. Tandis que la flotte part de Corfou au printemps pour contourner le Péloponnèse et remonter vers la mer de Marmara, Alexis Ange débarque à Dyrrachium pour progresser par voie de terre. Alexis III a conscience qu'il risque d'être prochainement attaqué. Il envoie un émissaire latin, Nicolas Rosso, auprès de Boniface de Montferrat qui s'est installé en juin à Chrysopolis, sur la rive asiatique du Bosphore. L'ambassadeur leur délivre un message qui mêle menace et flatterie, ainsi que de nombreux cadeaux que Boniface refuse. Il transmet comme exigence à Alexis III que celui-ci laisse le trône à Alexis Ange.
De son côté, l'empereur tente de mettre en défense la cité impériale en inspectant les murailles. Avant l'arrivée des Croisés, il a rassemblé les navires disponibles mais l'état de décrépitude de la marine byzantine est tel que seule une vingtaine de navires mal entretenus peuvent être réunis, ce qui est largement insuffisant. En conséquence, il fait dresser une solide chaîne pour barrer l'accès à la Corne d'Or, le port naturel de la ville. En mai 1204, il octroie d'importants privilèges commerciaux à la république de Gênes, rivale de Venise, agrandissant notamment leur implantation dans la cité, peut-être pour susciter des renforts maritimes de la cité italienne mais les délais sont trop courts,,. De façon générale, Jean-Claude Cheynet a souligné le délai court dont dispose Alexis III pour mettre en défense la capitale, n'acquérant la certitude d'une attaque à venir qu'à l'orée du mois de mai, quand la flotte latine quitte Corfou. Peut-être estime-t-il encore possible que les Croisés se contentent de menacer Constantinople pour obtenir des vivres ou des moyens supplémentaires. Les relations avec Venise ne sont alors pas si mauvaises puisqu'en 1198, Alexis III a concédé à la république italienne d'importants privilèges sur la base de ceux déjà accordés par ses prédécesseurs, exemptant notamment les marchands vénitiens de taxes commerciales. Cette chrysobulle réaffirme aussi les droits de citoyens vénitiens qui résident à Constantinople en renforçant leur protection juridique, les rendant principalement justiciables devant les autorités vénitiennes et non devant les tribunaux byzantins,.

#### Siège de Constantinople et fuite d'AlexisIII
Si certaines portions de la partie européenne de l'Empire accueillent favorablement Alexis Ange, la capitale reste calme malgré la pression imposée par les Croisés. Le 6 juillet, ces derniers décident de forcer le passage de la Corne d'Or et s'emparent de la tour de Galata, d'où ils peuvent détacher la lourde chaîne et permettre aux navires d'entrer dans le bras de mer. Choniatès blâme ensuite la passivité d'Alexis III alors que les restes de la marine byzantine sont incapables de la moindre action,. Les Croisés peuvent dorénavant attaquer les remparts maritimes, bien plus faibles que la muraille de Théodose mais les défenseurs parviennent à les repousser, non sans qu'un important incendie se déclare dans certaines zones de la ville. Dans le même temps, des forces croisées tentent d'attaquer la muraille de Théodose mais elles sont aussi repoussées. L'empereur dispose encore d'une importante armée à sa disposition, dont la garde varangienne, une unité d'élite, et il dispose certainement d'une égalité voire d'une supériorité numérique, alors que les Croisés manquent de vivres. S'il est possible que l'armée byzantine ait connu une décrue de ses effectifs sous Alexis III et que des mouvements d'indiscipline et de baisse du moral liés à des défaites récurrentes fragilisent l'appareil militaire, celui-ci demeure substantiel,,.
Le 17 juillet, l'empereur tente de rassembler les soldats pour contre-attaquer et repousser les troupes latines qui ont commencé à débarquer mais l'initiative manque d'énergie et, bientôt, les Byzantins se replient derrière leurs murs. Alors que l'indiscipline commence à gagner les rangs de l'armée impériale, agacée par le manque d'initiative, Alexis III décide de s'enfuir dans la nuit avec une partie du trésor impérial mais laisse sa femme et ses enfants derrière lui, à l'exception d'Irène. Bientôt, Constantin Philoxénitès, l'un des principaux courtisans, décide de faire enfermer l'impératrice et fait sortir de prison Isaac II Ange, qui peut reprendre son titre impérial. Il envoie immédiatement des émissaires aux Croisés qui acceptent de cesser leur attaque et font rentrer dans la cité Alexis Ange, qui est couronné comme coempereur sous le nom d'Alexis IV,,.
L'indécision et la fuite d'Alexis III ont largement contribué aux critiques qui ont émergé à son encontre. Les historiens débattent encore des raisons de ce comportement. Dans l'article qu'il consacre à la réaction byzantine à la quatrième croisade, Jean-Claude Cheynet met en avant des éléments d'analyse plus favorables à l'empereur. Il estime que sa retenue pourrait être le signe de sa conscience de la supériorité des Croisés dans le combat au corps à corps, tandis que sa fuite résulterait du choix de poursuivre le combat depuis les provinces, qui lui sont plus favorables. Dès le XIIIe siècle, le chroniqueur plus tardif Georges Acropolite estime qu'Alexis III cherche moins à fuir qu'à trouver un moyen de conserver son trône, quitte à devoir abandonner la capitale,. Par ailleurs, Théodore Lascaris, gendre d'Alexis III et héritier présomptif, reste à Constantinople, ce qui peut être vu comme une tentative d'un partage des tâches, même si l'empereur souhaite certainement garder la main sur sa succession en emmenant sa fille aînée et désormais veuve avec lui.

## L’exil

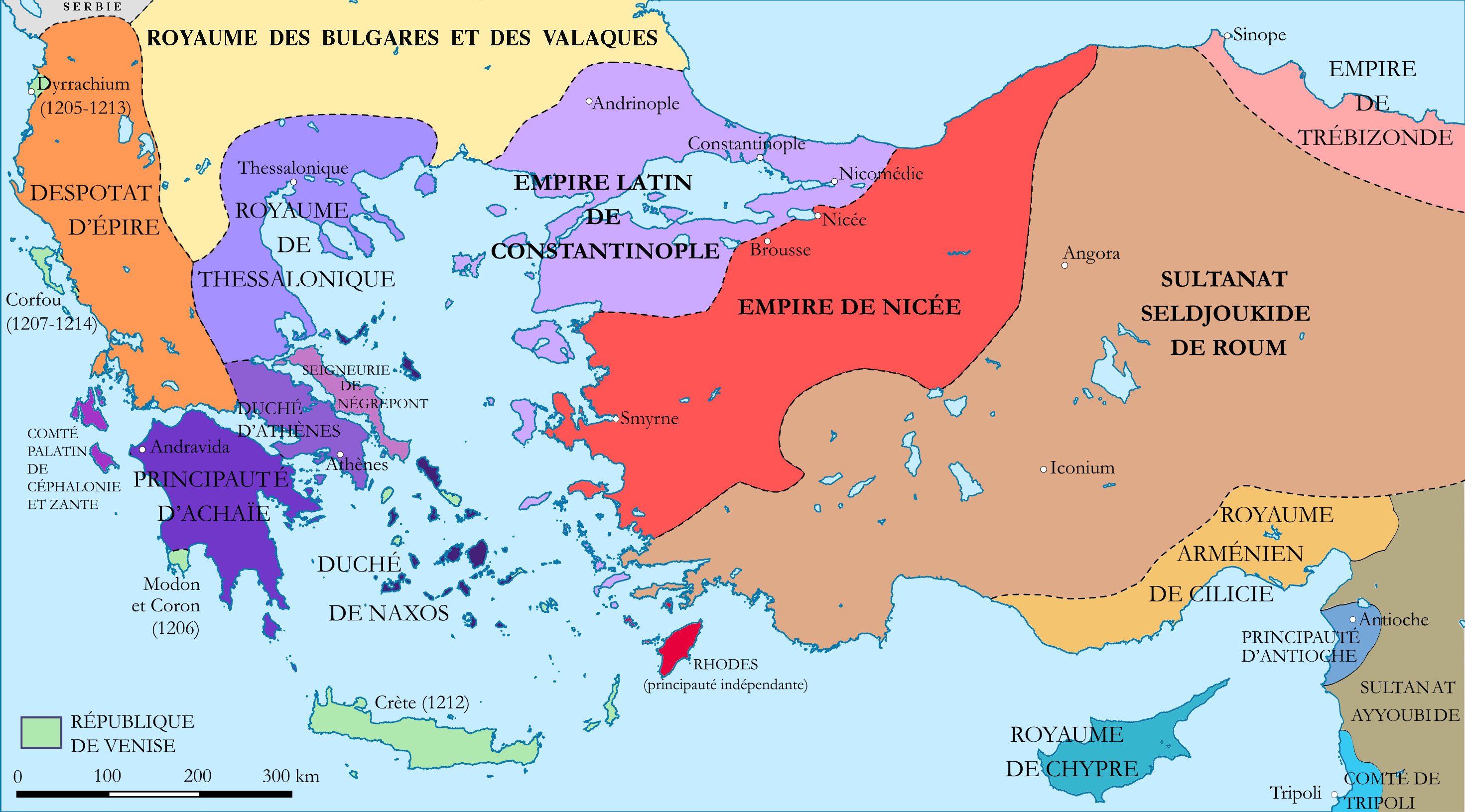
L'éclatement de l'Empire byzantin, partagé entre États grecs et latins, au moment de la mort d'Alexis III.

Les provinces européennes de l’empire lui étant largement restées fidèles, Alexis III, après avoir débarqué à Develtos, tente d’organiser la résistance à partir de Mosynopolis d'où il contrôle la Thrace occidentale et la région de Thessalonique,. Plusieurs sources slaves, notamment le chroniqueur polonais Jan Długosz, affirment que, entre sa fuite de Constantinople et son arrivée à Mosynopolis, où il est attesté au printemps 1204, Alexis III se serait rendu auprès de son allié Roman Mstislavich pour requérir son aide. Les historiens sont très divisés sur la question et plusieurs ont rejeté cette hypothèse.
Quoi qu'il en soit, une fois en Thrace, Alexis III cohabite avec Alexis V Doukas « Murzuphle » (porté au pouvoir, au détriment d'Alexis IV, à la suite d'une révolution anti-latine, il est assiégé et vaincu par les croisés en avril 1204 à Constantinople) qui s'est d'abord réfugié à Tzurulum en Grèce continentale d’où il contrôle la Thrace orientale. Bientôt, sous la menace des Latins qui avancent, il doit s’enfuir à l’ouest et va se réfugier auprès d’Alexis III. Au début, les relations sont cordiales entre les deux hommes. Alexis III donne la main de sa fille Eudoxie Angelina à Alexis V, bien qu'il soit possible que l'union ait été célébrée avant l'arrivée d'Alexis V à Mosynopolis mais, dans tous les cas, l'entente ne dure pas. Voyant en lui un rival, Alexis III tend une embuscade à Alexis V Doukas puis lui fait crever les yeux. Ce geste affaiblit la résistance byzantine face aux Latins tout en profitant à Boniface de Montferrat, lequel, déçu de voir le trône impérial lui échapper, cherche à se tailler un royaume autour de Thessalonique. Alexis V est bientôt capturé et mis à mort par l’empereur latin pendant qu’Alexis III s'enfuit vers le sud. Il rencontre à Larissa, Léon Sgouros, lequel tenait un territoire comprenant Nauplie, Corinthe, l'Attique, Thèbes, et marche alors sur la Thessalie. Alexis lui donne la main de sa fille Eudoxie, séparée d'Alexis V, pour s'assurer son appui. Bientôt, Boniface de Montferrat avance en Grèce, capture Alexis III et force Léon Sgouros à s’enfuir dans le Péloponnèse,.

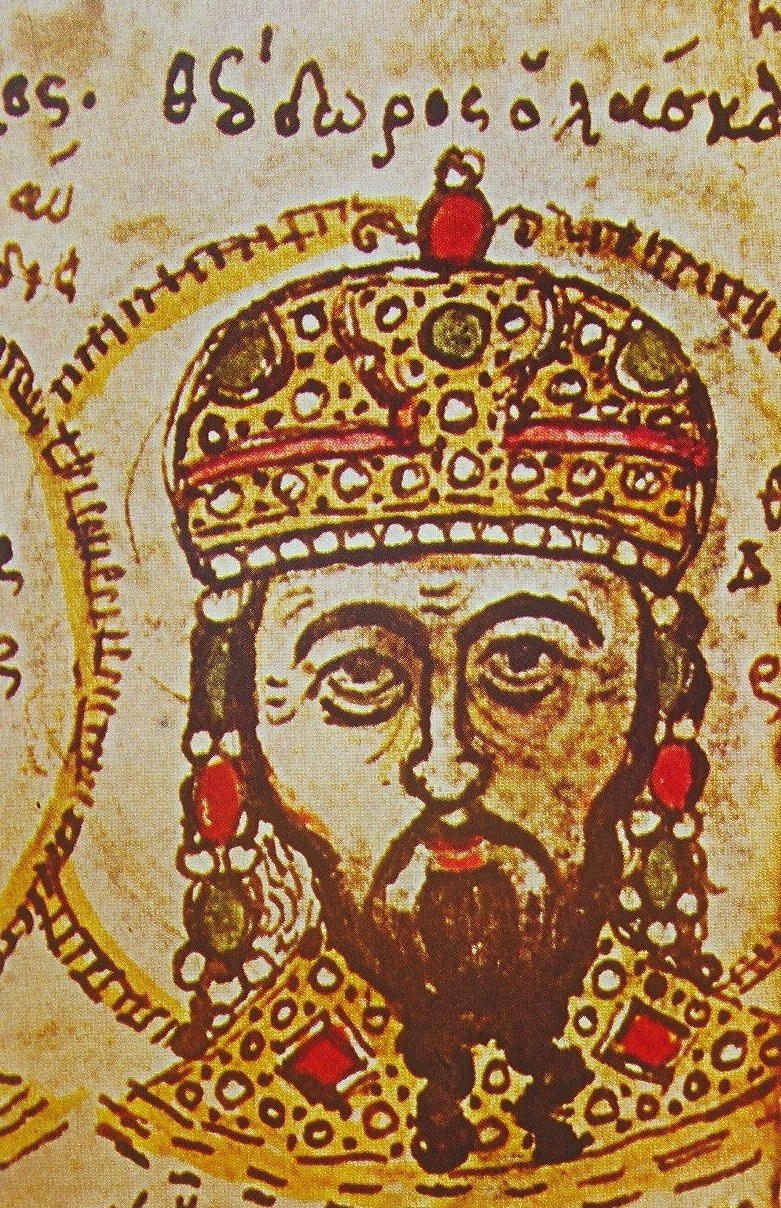
Portrait de Théodore Lascaris dans le mutinensis gr. 122. Souverain de l'empire en exil de Nicée, il est considéré comme le continuateur de facto de l'Empire byzantin et fait prisonnier Alexis III en 1211.

L’ex-empereur est d’abord traité honorablement par Boniface, mais les relations entre les deux hommes se dégradent. Les sources diffèrent sur les raisons : selon les unes, Alexis aurait tenté de fuir vers les terres de Michel Ier Doukas et aurait été capturé dans sa fuite par les troupes de Boniface ; selon les autres, Boniface aurait commencé à voir dans l’ancien empereur un rival potentiel pour la loyauté des populations grecques. Alexis et son épouse sont alors emprisonnés, à Thessalonique selon les uns, à Montferrat selon les autres,.
En septembre 1207, Boniface de Montferrat périt dans une embuscade tendue par le tsar bulgare Kalojan (r. 1197-1207). L'empereur Henri profite de la succession de ce dernier pour installer son frère Eustache comme régent au nom du jeune fils du défunt, Démétrios, après quoi, il reçoit, de l'ensemble des seigneurs latins de Grèce, l’hommage de vassalité. Michel Comnène Doukas, qui dirige l'Épire, propose alors une alliance à Henri, qui, méfiant, propose plutôt que Michel se reconnaisse vassal de l’Empire latin, alors que ce dernier vient de se reconnaître vassal de Venise ou s’apprête à le faire. Il contourne cette difficulté en offrant au frère de l’empereur, Eustache, la main de sa fille aînée, celle-ci apportant en dot le tiers des États de son père.
C'est à cette occasion que Michel paie la rançon du couple impérial (Alexis et sa femme) aux Latins, obtient sa libération en 1209 ou 1210, et les accueille à Salagora, le port de la ville d'Arta. Michel leur offre une généreuse hospitalité, mais Alexis ne désire pas demeurer à Arta. L’empereur veut reconquérir son trône grâce à l’aide du sultan seldjoukide Kay Khusraw Ier qu'il a hébergé par le passé. Il souhaite s'emparer d’abord de Nicée où Théodore Lascaris, en se proclamant empereur, a clairement montré son intention de reprendre Constantinople. 
Laissant son épouse derrière lui, Alexis fait voile vers l’Asie mineure avec le demi-frère de Michel, Constantin Comnène Doukas. Sa tentative se termine par un lamentable échec lors de la bataille d’Antioche sur le Méandre en 1211 ; Théodore Laskaris tue le sultan et fait prisonnier l’empereur. Capturé par Théodore, Alexis est envoyé dans un monastère de Nicée où il meurt quelques mois plus tard,,.
Récemment, Anthony Kaldellis a réestimé le rôle d'Alexis III comme symbole d'une résistance antilatine à la suite de la prise de Constantinople en 1204. Son statut d'empereur en exil lui confère une légitimité forte et Théodore Ier Lascaris prétend au début gouverner en son nom, tandis que le despote d’Épire cherche à s'allier avec lui, ce qui explique la rançon payée par Michel Ier. Là encore, Kaldellis met en évidence l'influence des écrits dépréciateurs de Nicétas Choniatès.

## Historiographie

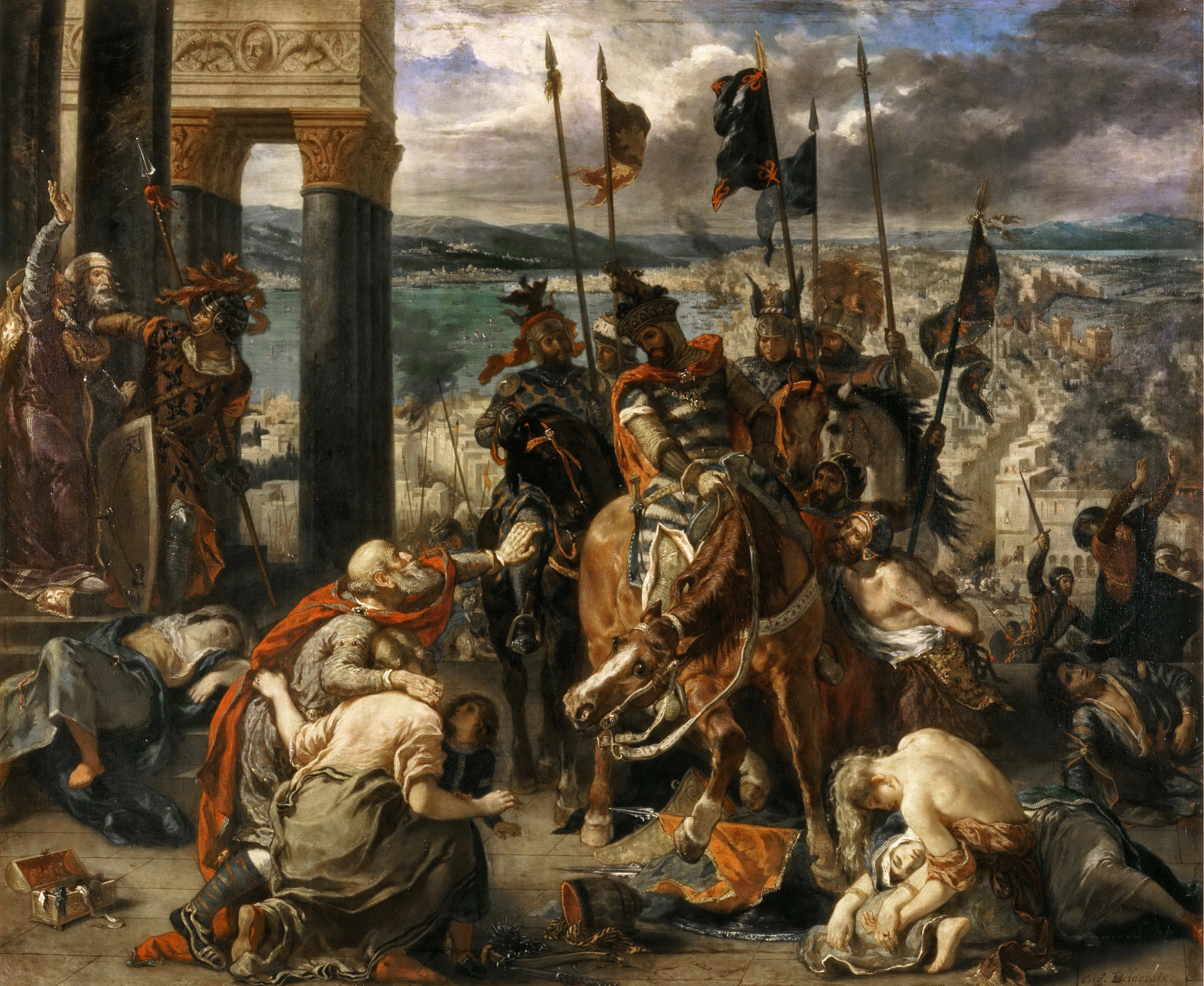
Le sac de Constantinople, dont Alexis III a souvent été tenu pour l'un des principaux responsables, peint par Eugène Delacroix (musée du Louvre).

Le récit du règne d'Alexis III dépend très largement de la chronique de Nicétas Choniatès, son contemporain et, de loin, le principal historien de son temps. Son Histoire est un récit détaillé et vivant de l'Empire byzantin avant 1204 mais l'auteur se distingue par son jugement très partial sur l'empereur. Déjà critique d'Isaac II, il l'est encore plus d'Alexis III. Volontiers moqueur, il écrit ainsi : « Quelque papier qui fût présenté à la signature de l’empereur, celui-ci le signait immédiatement. Il importait peu qu’il se fût agi d’un amas de mots incompréhensible ou que l’auteur demandât que l’on naviguât par terre ou que l’on cheminât par mer, ou comme le veut le dicton que l’Athos se trouvât au sommet de l’Olympe. ». Dans un article, Stanislas Kuttner-Homs souligne que le récit de Choniatès fait largement écho à des personnages des récits antiques associés au anti-héros, à l'image de Thersite. Cette description contribue largement à faire d'Alexis III l'un des empereurs les plus vilipendés de l'histoire byzantine, d'autant qu'aucun récit byzantin d'importance ne permet de contrebalancer celui de Choniatès. Récemment, Anthony Kaldellis a mis en évidence les fragilités du récit de Choniatès et l'importance de prendre en considération d'autres écrits du même auteur, intervenus alors qu'il est au service d'Alexis III. Souvent, il s'agit de discours plus ou moins officiels qui vantent les mérites du souverain mais permettent aussi une approche différente du règne d'Alexis III, aux côtés d'autres écrits élogieux de membres de la cour comme Nicéphore Chrysoberge ou Euthyme Tornikès,.
Par ailleurs, les auteurs occidentaux, volontiers hostiles aux Byzantins perçus comme des adversaires des Croisés, reprennent largement le jugement de Choniatès. C'est d'autant plus vrai qu'Alexis III fait alors figure d'ennemi de la quatrième croisade et de tyran à renverser pour placer sur le trône Alexis IV, allié des Latins.
Les jugements que A. A. Vasiliev et Steven Runciman portent au milieu du XXe siècle sur la politique étrangère des Anges sont moins cyniques que Choniatès, mais également sévères. Pour Vasiliev, « la dynastie des Ange ou des Ange-Comnène, grecque par son origine, ne donna pas à l’empire un seul empereur de talent : elle ne fit qu’accélérer la décadence de l’empire, déjà affaibli à l’extérieur et désuni à l’intérieur ». Selon Runciman, « Alexis III n’était pas un homme à inspirer une grande loyauté personnelle. C’était un usurpateur qui avait gagné son trône non par quelque mérite que ce soit en tant que soldat ou homme d’État, mais par une médiocre révolution de palais ; et il s’était montré peu digne de gouverner. Il était peu sûr, non seulement de son armée, mais de l’état d’esprit de ses sujets. Il semblait préférable de ne rien faire ». Georg Ostrogorsky va globalement dans le même sens : « Alexis III est un authentique produit de cette époque de décadence avec son curieux mélange de poltronnerie et de goût du pouvoir. » Il estime que si l'Empire peut encore tenir sous Isaac II malgré son état de délabrement, l'irruption d'Alexis III finit de l'achever.
Dans son ouvrage fondateur sur la période 1180-1204, dans lequel il met l'accent sur la détérioration des relations entre Byzance et l'Occident, Charles Brand consacre à Alexis III un chapitre intitulé « Vers le désastre ». Il reprend les critiques traditionnelles à l'endroit d'un souverain considéré comme laxiste, incapable de remédier aux maux d'une administration corrompue et affaiblie par les dissidences et dont les quelques succès extérieurs ne peuvent masquer l'échec global d'un règne qui se termine par une fuite honteuse.
Des historiens plus modernes comme les professeurs Warren Treadgold et Jonathan Harris ont tenté de montrer que Isaac II autant qu’Alexis III avaient fait ce qui était en leur pouvoir pour protéger l’empire des attaques qu’il subissait à l’extérieur, que ce soit ceux venus d’Occident ou d’Orient, mais que leur faiblesse de caractère, leur mauvaise gestion de l’administration publique, leur dépendance de leur entourage aristocratique, ont fait qu’ils n’ont pu qu’assister, impuissants, à la décomposition de l’empire. Les analyses plus récentes réhabilitent quelque peu Alexis III. Sans en faire un grand souverain, des auteurs comme Alicia Simpson et Anthony Kaldellis mettent en exergue ses efforts pour combattre les nombreux maux de l'Empire. Kaldellis rejette ainsi le procès en indolence et en incompétence que lui fait Choniatès pour souligner un certain volontarisme parfois fructueux.

## Postérité
Alexis III est marié à Euphrosyne Doukaina Kamatera, la fille d'Andronic Kamatéros. Quand celle-ci devient impératrice, elle se distingue par une influence non négligeable sur le gouvernement de l'Empire et elle exerce plusieurs fois une forme de régence en l'absence de son mari, quand celui-ci est en campagne notamment. Les deux époux ont trois filles, dont les mariages jouent un rôle important pour Alexis III, notamment en vue de sa succession et de former des alliances avec la haute aristocratie :
- Irène Angelina, qui épouse successivement Andronic Kontostephanos, puis Alexis Paléologue, devenant ainsi la grand-mère du futur empereur Michel VIII Paléologue[168] ;
- Anne Angelina, qui épouse d’abord le sébastocrate Isaac Comnène, petit-neveu de l’empereur Manuel Ier Comnène, puis Théodore Laskaris, empereur de Nicée[168] ;
- Eudoxie Angelina, qui épousa successivement le roi serbe Étienne Nemanjić, puis l’empereur Alexis V Doukas et, enfin, Léon Sgouros, souverain de Corinthe[168].